# باشگاه فوتبال چسینگتون و هوک یونایتد
باشگاه فوتبال چسینگتون و هوک یونایتد (به انگلیسی: Chessington & Hook United) یک باشگاه فوتبال در شهر چسینگتون، کشور انگلستان است که در سال ۱۹۲۱ میلادی تأسیس شده‌است.